# Covadonga Verlag

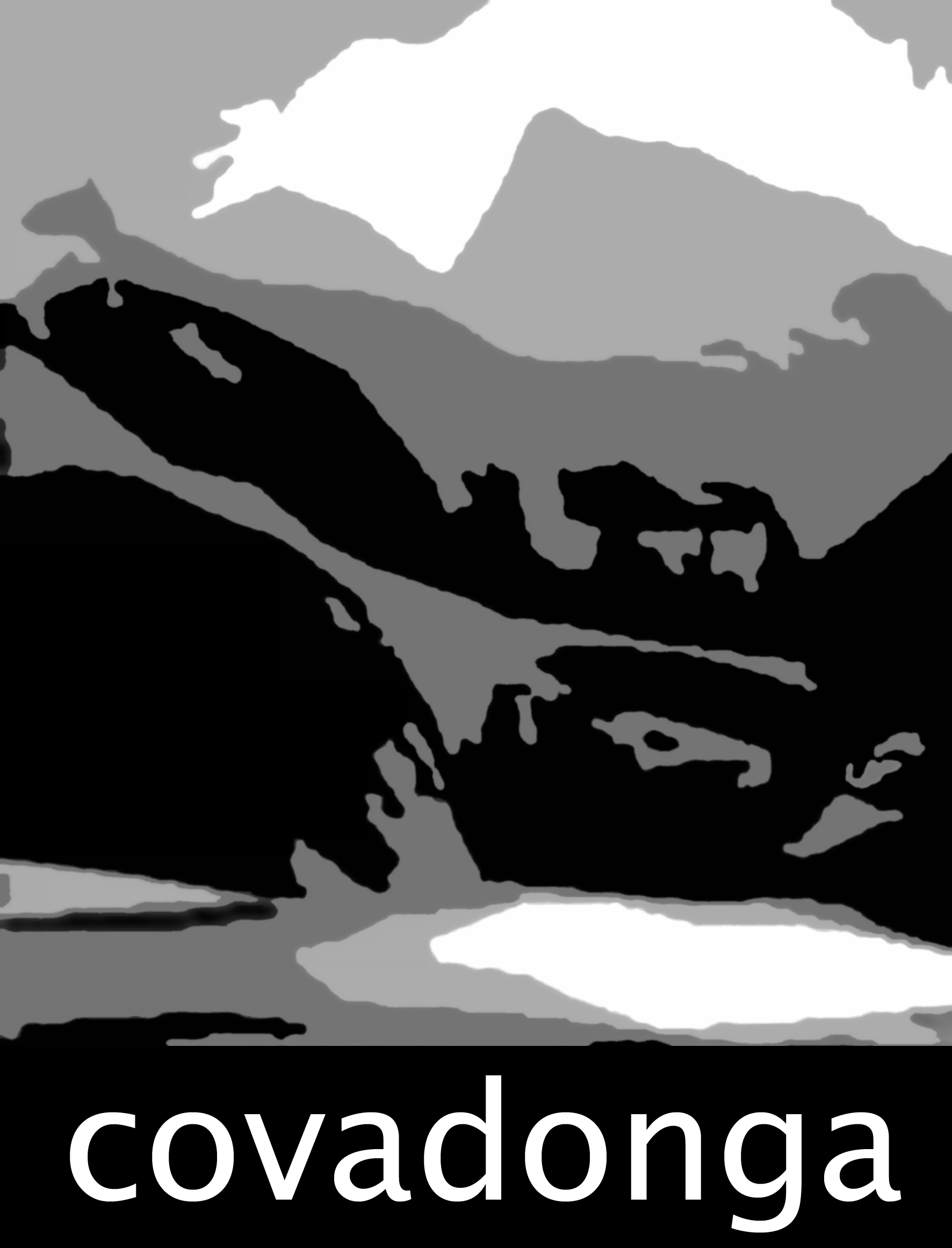
Logo des Covadonga Verlages

Der Covadonga Verlag  ist ein auf Radsportliteratur spezialisierter Verlag mit Sitz in Bielefeld.
Der Verlag wurde 2002 von Rainer Sprehe gegründet und hat seitdem rund 60 Bücher herausgegeben, die meisten von ihnen mit dem Thema Radsport. Zu den Autoren des Verlages gehören unter anderem Hans Blickensdörfer, Helmer Boelsen, Udo Bölts,  Laurent Fignon,  Renate Franz, Rolf Gölz, Albert Londres, Graeme Obree, Kurt Stöpel und Peter Winnen.
2012 publizierte der Verlag das Buch Alles Rower? Ein Wessi auf Friedensfahrt, dessen Autor Sprehe selbst ist. Darin erzählt er die Geschichte der Internationalen Friedensfahrt anhand seiner mehrwöchigen eigenen Rennradfahrt auf den Spuren des, auch als Course de la Paix bekannten Rennens, und der heutigen Realität entlang der Strecke.
Der Name des Verlages Covadonga geht zurück auf den gleichnamigen spanischen Ort, der primär durch den Radsport, aber auch als Ziel einer Wallfahrt und durch die in der Nähe liegenden Seen von Covadonga im Parque Nacional de Picos de Europa in Asturien über die Grenzen Spaniens hinaus bekannt ist. Die Seen sind Gipfelpunkt eines zwölf Kilometer langen Anstieges und häufiges Etappenziel der Spanien-Rundfahrt.